# آشوینی بیهیو
آشوینی بیهیو (به انگلیسی: Ashwini Bhave) بازیگر، مدل هندی است.
از فیلم‌هایی که وی در آن نقش داشته‌است می‌توان به پیوند اشاره کرد.

## فیلم‌شناسی
فهرست برخی از فیلم‌هایی که آشوینی بیهیو در آنها به ایفای نقش پرداخته‌است:
- ۱۹۹۸ پیوند
- ۱۹۹۳ سرباز
- ۱۹۹۳ آشانت
- ۱۹۹۴ دل زخمی
- ۱۹۹۴ یوزپلنگ
- ۱۹۹۳ سنت
- ۱۹۹۱ حنا
- ۱۹۹۴ یک راجا و رانی
- ۱۹۹۸ یوگپوروش
- ۱۹۹۴ چهارراه
- ۱۹۹۳ قانون و مقررات
- ۱۹۹۴ چیتا
- ۱۹۹۷ قاضی مجرم